# Лук Кристофа
Лук Кристофа (лат. Allium cristophii) — многолетнее травянистое растение, вид рода Лук (Allium) семейства Луковые (Alliaceae).  Используется как декоративное растение. Размножать можно семенами или дочерними луковицами. Предпочитает солнечные, тёплые места.

## Этимология
Научное латинское название рода, данное Карлом Линнеем, — лат. allium — происходит от латинского названия чеснока, которое, в свою очередь, вероятно, связано с кельтским словом all — жгучий; другая версия — происходит от лат. halare — «пахнуть».
Видовой эпитет дан в честь немецкого учёного Евгения Иоганна Кристофа Эспера (1742–1810), впервые собравшего его образцы в 1883 году.

## Распространение и экология
В природе ареал вида охватывает горные районы Туркменистана, северные районы Ирана и центральные районы Турции.
Произрастает на мягких склонах гор, преимущественно в нижнем поясе.

## Ботаническое описание
Луковица шаровидная, диаметром 2—4 см; наружные оболочки серые, бумагообразные. Стебель прямой, высотой 15—40 см, толщиной 5—15 см, при основании погружён в землю, приблизительно равен листьям.
Листья в числе трёх—семи, шириной 5—25 мм, ремневидные, плоские, синевато-зелёные или сизоватые, торчащие, снизу и, особенно, по краю с жёсткими отстоящими волосками, очень редко почти голые.
Чехол в два—четыре раза короче зонтика, коротко заострённый. Зонтик крупный, диаметром до 20 см, пучковато-полушаровидный, реже шаровидный, многоцветковый, рыхлый. Цветоножки в три—пять раз длиннее околоцветника, почти равные, при основании без прицветников. Листочки почти звёздчатого околоцветника пурпурно-фиолетовые или розово-фиолетовые, линейно-треугольные, очень острые, жёсткие, после цветения вверх торчащие, длиной 10—15 (до 18) мм. Нити тычинок в два раза короче листочков околоцветника, при основании между собой и с околоцветником сросшиеся, равные, линейно-шиловидные. Цветёт в июне, после цветения листья отмирают.
Коробочка диаметром около 5 мм.
|                               |  |
| Соцветие и цветок (увеличено) |  |

## Таксономия
Вид Лук Христофа входит в род Лук (Allium) семейства Луковые (Alliaceae) порядка Спаржецветные (Asparagales).
|  |                                      |  |                                                             |                                                             |                   |  | ещё 24 семейства (согласно Системе APG II) | ещё 24 семейства (согласно Системе APG II) |                     |  |  |  | ещё более 870 видов |
|  |                                      |  |                                                             |                                                             |                   |  | ещё 24 семейства (согласно Системе APG II) | ещё 24 семейства (согласно Системе APG II) |                     |  |  |  | ещё более 870 видов |
|  |                                      |  |                                                             | порядок Спаржецветные                                       |                   |  |                                            |                                            | род Лук             |  |  |  |                     |
|  |                                      |  |                                                             | порядок Спаржецветные                                       |                   |  |                                            |                                            | род Лук             |  |  |  |                     |
|  | отдел Цветковые, или Покрытосеменные |  |                                                             |                                                             | семейство Луковые |  |                                            |                                            | вид Лук Христофа    |  |  |  |                     |
|  | отдел Цветковые, или Покрытосеменные |  |                                                             |                                                             | семейство Луковые |  |                                            |                                            |                     |  |  |  |                     |
|  |                                      |  | ещё 44 порядка цветковых растений (согласно Системе APG II) | ещё 44 порядка цветковых растений (согласно Системе APG II) |                   |  |                                            | ещё около 300 родов                        | ещё около 300 родов |  |  |  |                     |
|  |                                      |  |                                                             | ещё 44 порядка цветковых растений (согласно Системе APG II) |                   |  |                                            |                                            | ещё около 300 родов |  |  |  |                     |